# Únos Betty a Barneyho Hillových
Betty a Barney Hillovi tvořili americký manželský pár, který v roce 1961 ohlásil pozorování mimozemského objektu. O několik let později byla zveřejněna nová verze událostí na základě jejich výpovědí v hypnóze, podle které se stali oběťmi únosu na palubu mimozemské lodi. Jedná se o první zprávu o údajném únosu člověka mimozemskými bytostmi. Případ značně přispěl k popularizaci ufologie a výrazně ovlivnil i vědeckofantastickou literaturu a film.

## Pozadí incidentu
Betty a Barney Hillovi žili ve městě Portsmouth ve státě New Hampshire. Barney byl v době incidentu zaměstnaný na poště, Betty pracovala jako sociální pracovnice. Jednalo se o rasově smíšený pár, což bylo v té době značně neobvyklé. V této oblasti také aktivně vystupovali. 19. září 1961, kdy k údajnému únosu došlo, se vraceli ze společné dovolené v Kanadě.

## Pozorování UFO
Při projíždění oblastí White Mountains v New Hampshiru si přibližně ve 22:30 Betty všimla světla, které se pohybovalo v blízkosti měsíce. Upozornila na něj Barneyho, který jí vysvětlil, že se jedná o letadlo. Světlo se však začalo nepravidelně pohybovat a tak Barney zastavil, aby si ho mohl prohlédnout dalekohledem. Předmět mu tvarem připomínal talíř. Barney se snažil z místa ujet, ale objekt se začal rychle přibližovat a nakonec se dostal až nad jejich automobil. Auto zastavilo na otevřeném prostoru a Barney se znovu podíval dalekohledem na předmět. Měl okna a v nich stála skupina humanoidních postav, která je pozorovala. Z létajícího talíře se začaly vysunovat teleskopické objekty a Barney obdržel zprávu, že mají zůstat na místě a dívat se. Nasedl zpátky do auta a varoval Betty, že budou uneseni. Když se znovu rozjeli, předmět se opět přiblížil, auto začalo vydávat podivné zvuky a jeho kovové části vibrovat. Nakonec objekt zmizel.
Barney a Betty pocítili, jako by jimi něco prostoupilo. Poté ztratili vědomí. Když se vzpamatovali, všimli si zářivého kulového objektu, který se pohyboval před nimi po silnici. Barney vykřikl "Ne, znovu už ne!" a objekt zmizel. Jejich hodinky byly poškozené a ukazovaly o 3 hodiny více než před okamžikem, měli potrhané šaty, boty a přetrženou pásku dalekohledu. Zároveň se nacházeli o 35 mil jižněji, než měli. Když se dostali domů, všimla si Betty růžového prachu na svém oblečení. Ze strachu z kontaminace se oba důkladně osprchovali. Oblečení chtěli původně vyhodit, ale nakonec si ho rozhodli ponechat. Protože si nebyli jistí co viděli, rozhodli se odděleně nakreslit obrázek vesmírné lodi. Obě kresby se shodovaly. Barney měl zvláštní pocit v oblasti genitálií, ale nic neobvyklého nenašel. Na autě objevili skvrny, na které reagoval kompas. 21. září Betty umírněnou verzi této události nahlásila portsmouthské letecké základně, která jí později požádala o více detailů. Ačkoliv z onoho dne existovala i jiná hlášení o neidentifikovaných létajících objektech, případ byl 26. září uzavřen s tím, že šlo o pozorování Jupiteru popř. optický klam či inverzi. Prostřednictvím ufologa Donalda E. Keyhoa se pár spojil s astronomem Walterem N. Webbem, který se zabýval podobnými úkazy. Ten vyjádřil svou důvěru v tvrzení Hillových.

## Bettyiny sny
10 dní po incidentu se začal Betty opakovaně zdát nezvykle jasný sen, který si zapsala. V něm bylo auto Hillových zastaveno na silnici skupinou osob v černých uniformách. Ačkoliv se podobali lidem, byli menší, měli velké hlavy a výrazné oči. Jejich pleť byla našedlá a téměř jim chyběl nos. V tom okamžiku začala Betty střídavě ztrácet a znovu nabývat vědomí. Věděla, že šli lesem a viděla i Barneyho, který jí ale neodpovídal. Došli ke kosmické lodi, kde je od sebe oddělili. Tvorové Betty anglicky vysvětlili, že se jim chystají provést prohlídku. V lodi jí usadili do židle a provedli sérii testů. Také jí odebrali vzorky vlasů, nehtů, krve a kůže. Po vyšetření Betty navázala konverzaci s jejich vůdcem, který jí na hvězdné mapě ukázal odkud pocházejí a odevzdal jí knihu psanou zvláštními znaky. Když jí vyprovázel z lodi ven, strhla se mezi posádkou hádka a on jí vysvětlil, že ostatní nesouhlasí s tím, aby si knihu ponechala a rozhodli se zbavit jí vzpomínek na únos. Potom se přesunuli zpět k autu, kde jim tvorové nařídili, aby pokračovali v jízdě jakmile odletí.
Barney žádné podobné sny ani vzpomínky nepotvrdil. Připustil, že po pozorování objektu ztratil vědomí a první věc na kterou si vzpomíná, byl ohnivý kruhový objekt uprostřed silnice, o kterém vypovídala i Betty. Barney dokonce Bettyiny sny označil za nesmysly. Přesto se od roku 1962 zabýval myšlenkou podstoupit hypnózu, která mu měla pomoct vrátit vzpomínky na chybějící 3 hodiny mezi pozorováním létajícího talíře a ohnivého objektu na silnici.

## Hypnóza
Poprvé Hillovi celou záležitost veřejně přiznali 3. března 1963 malé skupině lidí ve svém kostele. Barney se obrátil minimálně na 3 odborníky se žádostí o hypnózu. Poslední z nich, Dr. Benjamin Simon z Bostonu, s nimi započal sérii sezení na počátku roku 1964. Oba hypnotizoval odděleně, aby se vzájemně neovlivňovali. Ačkoliv byl Barney k Bettyiným snům velice skeptický, při hypnóze zopakoval a doplnil to, co vypověděla ona. Vzpomněl si, že ho něco táhlo na místo, kde byli uneseni. Vybavoval si i takové detaily, jako kdy přesně přetrhl pásku od dalekohledu. Připustil, že jeho vzpomínky jsou v porovnání s Betty nekompletní, protože byl paralyzovaný strachem a většinu času měl zavřené oči. Vyšetření na lodi popisoval stejně jako Betty s tím rozdílem, že mu navíc prohlíželi páteř, genitál a řitní otvor. Na rozdíl od Betty si nevybavoval, že by s ním nebo mezi sebou tvorové mluvili anglicky. Tvrdil, že s ním komunikovali telepaticky prostřednictvím očí. Doktor Simon si během sezení všiml, že je Barney silně vystrašený a vše prožívá značně emocionálně.
Betty se také podrobila řadě sezení s Dr. Simonem. Její výpověď se shodovala s Barneyho, ovšem v mnoha detailech odporovala tomu, co viděla ve svých snech. Především vzhled lodi i bytostí či časová posloupnost únosu se lišily. Stejně jako Barney i Betty zažívala při sezeních silný strach. Jednou se dokonce nervově zhroutila. Dr. Simon jí poradil nakreslit hvězdnou mapu, kterou na lodi údajně viděla. Betty nevěděla, jak mapu překreslit, protože se původně jednalo o hologram, ale nakonec se jí to podařilo. Po těchto sezeních se Hillovi stáhli do ústraní a publicitu aktivně nevyhledávali. Dr. Simon o své dvouleté práci s Hillovými napsal článek do psychiatrického časopisu. V něm došel k závěru, že se jednalo o ojedinělou psychickou anomálii, nikoliv o opravdový únos.

## Hvězdná mapa a další vývoj případu

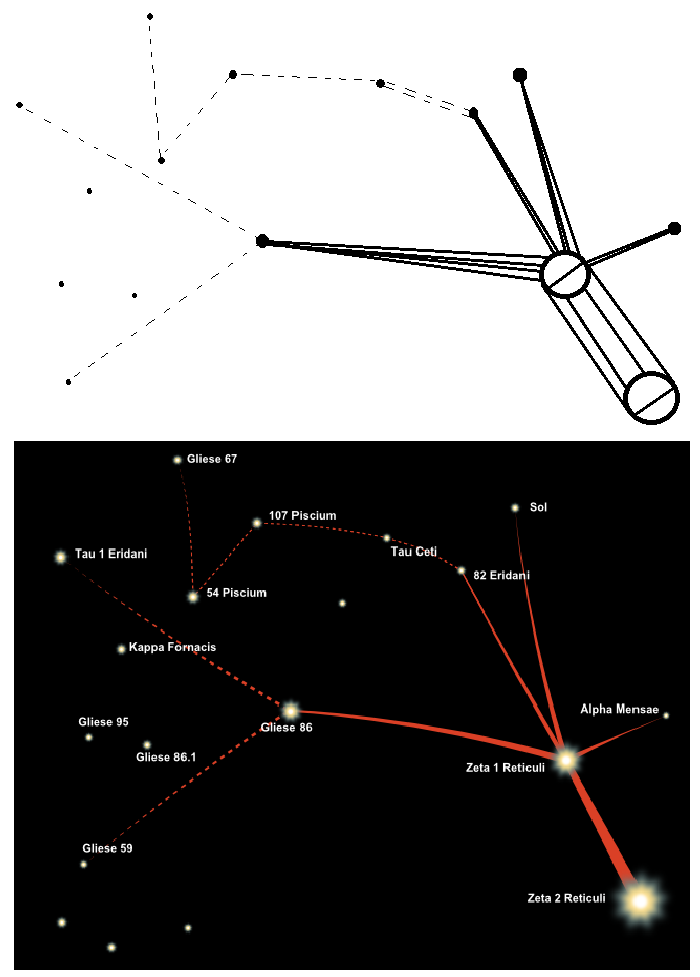
Srovnání překreslené verze hvězdné mapy Betty Hillové a systému Zeta Reticuli

Příběh Hillových se v roce 1965 ocitl na první stránce magazínu Boston Traveler poté, co se k informacím o jejich sezeních dostal jeden z novinářů. Nedlouho na to byli Hillovi i Dr. Simon osloveni spisovatelem Johnem G. Fullerem, který o jejich zážitku napsal v roce 1966 úspěšnou knihu Interrupted Journey, ve které se poprvé objevil i obrázek Bettyiny hvězdné mapy tak, jak ji nakreslila Dr. Simonovi. Tato mapa obsahovala polohu Slunce (na obrázku vpravo označené jako Sol) a dalších 14 hvězd z nichž většina byla spojená čarami představujícími letecké trasy - plná čára trasy vytížené, přerušovaná méně vytížené. V roce 1969 přišla amatérská astronomka Marjorie Fishová s tvrzením, že záhadu mapy úspěšně rozluštila. Vycházela z předpokladu, že mapa zobrazuje hvězdy v blízkosti našeho Slunce. Použila proto Glieseho katalog hvězd blízkých sluneční soustavě a během dlouhého období s ním porovnávala model z provázků a korálků, který vytvořila na základě Bettyina nákresu. Nakonec dospěla k závěru, že se jedná o systém dvojhvězdy Zeta Reticuli v souhvězdí Sítě. Pozoruhodné je, že Betty svou mapu nakreslila v roce 1964 a Glieseho katalog, který systém poprvé přesněji popsal, vyšel až v roce 1969.
Teorie o Zeta Reticuli se dostala až k redakci časopisu Astronomy, který o ní v roce 1974 vydal článek. Jednalo se o první téma týkající se fenoménu UFO na stránkách tohoto magazínu. Článek vyvolal živou debatu mezi přívrženci a odpůrci teorie. Zatímco jedna strana tvrdila, že by to musela být obrovská náhoda, aby se 15 hvězd, které Betty zakreslila, přesně shodovalo s existujícím systémem Zeta Reticuli, oponenti včetně např. Carla Sagana tuto teorii odmítli. Podle nich se opravdu jedná pouze o náhodu a Bettyina mapa se dá mnohem přesněji aplikovat i na jiné hvězdné systémy, např. jeden v souhvězdí Indián.
Od zveřejnění případu se objevily další argumenty zastánců a odpůrců tohoto případu:

### Argumenty Hillových a jejich zastánců
- Před pozorováním UFO se o tuto problematiku nikdy nezajímali a nic o ní nečetli ani neviděli.
- Barney se až do své hypnózy stavěl k Bettyině historce o únosu na palubu kosmické lodě velmi skepticky. Nebyli tedy zřejmě na podvodu domluveni.
- Objekt, který pozorovali, měnil směr, mizel a zase se objevoval. Navíc v dalekohledu byly vidět detaily, které vyloučily nějaký běžný jev.
- Všichni, kdo měli možnost v 60. letech s Hillovými o jejich zážitku mluvit, je popisovali jako naprosto věrohodné.
- Svou situaci se snažili řešit oficiální cestou - pozorování nejdříve hlásili letectvu, šaty poskytli 5 laboratořím, hypnózu podstoupili u odborníka.
- Sousedé, kteří se s nimi osudné noci setkali, potvrdili, že byli oba značně dezorientovaní a dorazili s nevysvětlitelným zpožděním.

### Argumenty odpůrců
- Barneyho popis tvorů odpovídal mimozemšťanům z epizody seriálu The Outer Limits vysílaném v roce 1964. V seriálu se také objevila fráze oči, které k nám promlouvají.
- Verze o únosu se poprvé objevila ve snech Betty. Barneymu je pravděpodobně vyprávěla a on si je mohl při hypnóze vybavit. Nemuselo se tedy nutně jednat o jeho vlastní zážitky.
- Manželé pozorovali běžný jev - např. letadlo, měsíc, nebo varovné světlo na vrcholu kopce, které během jízdy mizelo a zase se objevovalo za obzorem. Svou roli mohla sehrát i únava po dlouhé cestě.
- Většina lidí, se kterými Hillovi spolupracovali, se nějakým způsobem řadila k zastáncům existence UFO.
- Sezení s Dr. Simonem trvala více než 2 roky a během této doby se manželé mohli snadno dohodnout na společné verzi příběhu.[3]

## Závěr
Barney Hill zemřel v roce 1969 ve věku 46 let. Betty Hillová v roce 2004 ve věku 85 let. Betty se v pozdějších letech stala ikonou ufologie a účastnila se mnoha setkání ufologů, při kterých připustila, že UFO pozorovala při více příležitostech. Příběh Hillových je důležitý i vzhledem k tomu, že představuje první popis údajného únosu člověka mimozemskou civilizací. Některé prvky jejich příběhu se od té doby objevují jak ve vzpomínkách údajných obětí únosu, tak i v literatuře a filmu: jasné světlo, ztráta paměti, časové okno, porouchané auto, operační sál na palubě vesmírné lodi atp.